# Violante
Violante  è un nome proprio di persona italiano femminile.

## Varianti
- Femminili: Violanta[3], Violanda[2][3]

## Origine e diffusione
Deriva dal tardo latino Violante o Violantes, generalmente considerato una variante di Iolanda, forse generatasi anche, tramite la forma francese antica Yolant, per incrocio con l'italiano Viola.
Violante conobbe una certa diffusione, soprattutto in Toscana, nel XVIII secolo: pur rimanendo nettamente meno comune di alcuni grandi classici come Maria, Anna o Caterina, è sempre fra i primi 12 nella graduatoria dei nomi più attribuiti alle battezzate fiorentine dal 1710 al 1760, con un picco al quinto posto nel 1730; inoltre è all'ottava posizione fra i nomi attribuiti alle battezzate senesi nel 1750; è da credere che questa relativa frequenza del nome all'epoca sia stata dovuta alla popolarità della gran principessa di Toscana Violante Beatrice di Baviera.
In seguito il nome cadde relativamente in disuso e in Italia in tempi recenti è decisamente raro; nel Novecento, risulta relativamente più diffuso in Campania, Lazio e Marche che in altre regioni.

## Onomastico
L'onomastico si festeggia il 6 maggio in memoria della beata Violante Pelletta, monaca clarissa di Asti.

## Persone

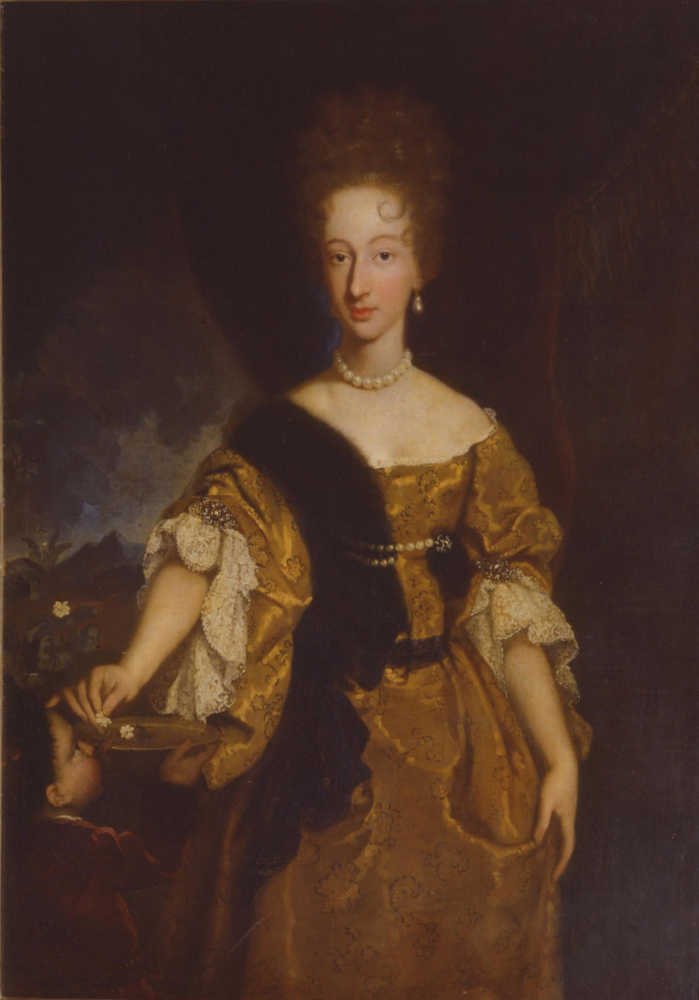
Violante Beatrice di Baviera

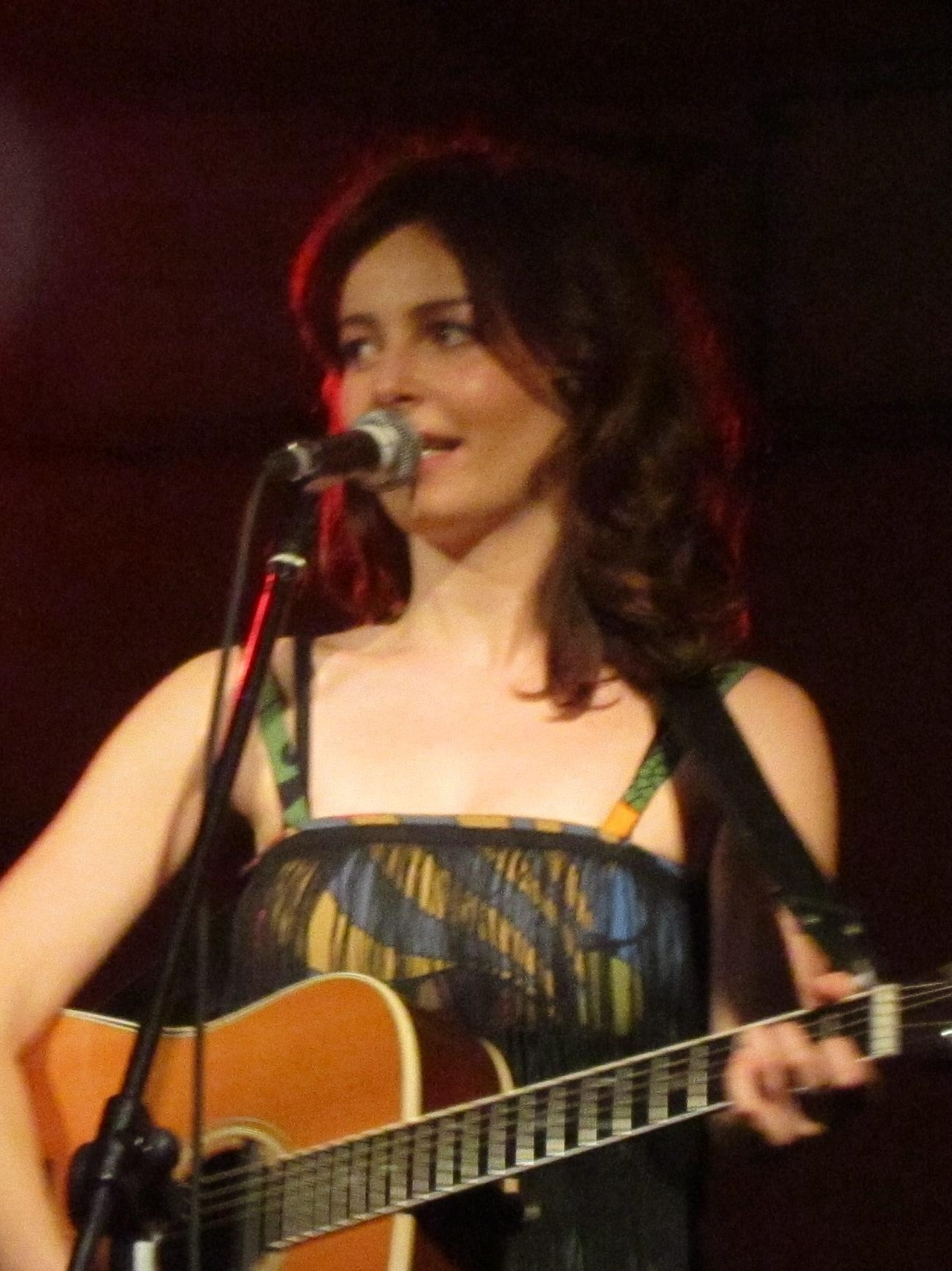
Violante Placido

- Violante d'Aragona, regina consorte di Castiglia e León
- Violante d'Aragona e Sicilia, principessa d'Aragona, consorte dell'erede al trono del regno di Napoli
- Violante Beatrice di Baviera, moglie di Ferdinando de' Medici, principe ereditario al trono di Toscana, e governatrice di Siena
- Violante di Castiglia, principessa castigliana
- Violante di Monferrato, principessa del Monferrato e imperatrice di Bisanzio (con il nome di Irene) come moglie di Andronico II di Bisanzio
- Violante da Montefeltro, moglie di Domenico Malatesta Novello e Signora di Cesena
- Margherita Violante di Savoia, duchessa di Parma
- Violante di Svevia, principessa siciliana
- Violante Bentivoglio, marchesa consorte di Caravaggio e contessa consorte di Galliate
- Violante Bentivoglio, ultima signora di Rimini quale moglie di Pandolfo IV Malatesta
- Violante Paleologa, contessa consorte di Savoia, Aosta e Moriana
- Violante Placido, attrice e cantante italiana
- Violante Visconti, nobile italiana

## Il nome nelle arti
- Violante è una delle tre principesse sorelle del romanzo di Gabriele D'Annunzio Le vergini delle rocce.
- Violante è un personaggio del romanzo di Italo Calvino Il barone rampante.
- Violante è la protagonista di una telenovela immaginaria all'interno del romanzo di Bianca Pitzorno Speciale Violante.
- Violante è un personaggio creato da Grazia Nidasio nei primi anni 1960.
- Violante è il nome del personaggio interpretato da Barbara Bouchet nell'episodio "L'armadio di Troia" del film Spogliamoci così senza pudor... del 1976 diretto da Sergio Martino.
- Violante è il nome dell'amante del brigante Musolino.
- Violante è la donna amata dal pittore Tiziano, forse modella del dipinto chiamato Violante
- Violante è un antagonista serie Pokémon ma, a dispetto del nome, è un uomo.